# ماريوس بلاشتشاك
ماريوس بلاشتشاك (بالبولندية: Mariusz Błaszczak)‏ (من مواليد 19 سبتمبر 1969) هو سياسي ومؤرخ بولندي. يشغل بلاشتشاك منصب وزير الدفاع الوطني في بولندا منذ 9 يناير 2018.

## وصلات خارجية
- الموقع الرسمي (بالانكليزية)